# Семено Сергій Валерійович
Сергій Валерійович Семено (нар. 6 березня 1990, Оріхів, Запорізька область) — український футболіст, воротар.

## Життєпис
Вихованець запорізького «Космоса». Дорослу футбольну кар'єру розпочав у сезоні 2006/07 років у складі «Іллічівця-2». У футболці маріупольського клубу дебютував 28 травня 2007 року в переможному (3:1) домашньому поєдинку 26-о туру групи Б Другої ліги проти армянського «Титану». Сергій вийшов на поле на 88-й хвилині, замінивши Анатолія Старущенка. У складі «Іллічівця-2» виступав до 2009 року, в складі якого зіграв 34 матчі. За першу команду не грав, а після розформування «Іллічівця-2» виступав за дублюючий склад «Іллічівця».
Потім повернувся до Запоріжжя, де грав за аматорські клуби «Мотора» та «Россо Неро». У 2015 році підписав контракт з першоліговим краматорським «Авангардом». Потім грав у Другій лізі за «Верес» (Рівне) та «Мир» (Горностаївка). У 2017 році виїхав до Канади, де підсилив «Воркуту» (Торонто) з Канадської ліги сокеру. У своєму дебютному сезоні в новому клубі допоміг торонтському клубі виграти регулярний сезон Канадської ліги сокеру.